# Eugene Simon
Eugene Michael Simon (Westminster, 1992. június 11. –) angol színész és modell.

## Filmográfia

### Film
| Év   | Cím                    | Szerep                      | Megjegyzések |
| ---- | ---------------------- | --------------------------- | ------------ |
| 2005 | Casanova               | fiatal Casanova             |              |
| 2006 | Apám volt (Alpha Male) | fiatal Felix Methuselah     |              |
| 2013 | Before I Sleep         | fiatal Eugene               |              |
| 2015 | Eden                   | Kennefick                   |              |
| 2017 | The Lodgers            | Sean Nally                  |              |
| 2017 | Resonance              | Toby                        | rövidfilm    |
| 2018 | Kill Ben Lyk           | Ben Lyk                     |              |
| 2018 | Mens Sana              | Mark                        | rövidfilm    |
| 2018 | Love Have I Known      | fiatal James Piney kapitány | rövidfilm    |
| 2021 | Sensation              | Andrew Cooper               |              |
| 2022 | The Fence              | Andrew Knight               |              |

### Televízió
| Év        | Magyar cím                    | Eredeti cím                 | Szerep               | Megjegyzések                                             |
| --------- | ----------------------------- | --------------------------- | -------------------- | -------------------------------------------------------- |
| 2003      |                               | My Dad's the Prime Minister | Harry                | 4 epizód                                                 |
| 2004      |                               | Murder in Suburbia          | Josh Taylor          | 1 epizód                                                 |
| 2004      |                               | Noah and Saskia             | Eddie                | 7 epizód                                                 |
| 2005      | Családom és egyéb állatfajták | My Family and Other Animals | Gerald Durrell       | - tévéfilm - magyar hangja: - Timon Barna                |
| 2010      | Ben Hur                       | Ben Hur                     | fiatal Judah Ben Hur | - minisorozat (2 epizód) - magyar hangja: - Czető Roland |
| 2011–2013 | Anubisz házának rejtélyei     | House of Anubis             | Jerome Clarke        | főszereplő                                               |
| 2011–2013 |                               | Anubis Unlocked             | önmaga               | 19 epizód                                                |
| 2011–2016 | Trónok harca                  | Game of Thrones             | Lancel Lannister     | 16 epizód                                                |
| 2012      |                               | Summer in Transylvania      | Max                  | 1 epizód                                                 |
| 2015      |                               | Vidfest Diaries             | önmaga               | 1 epizód                                                 |
| 2016      |                               | Last Week                   | önmaga               | 1 epizód                                                 |
| 2017      | Géniusz                       | Genius                      | Eduard Einstein      | 2 epizód                                                 |
| 2017–2019 |                               | Thronecast                  | önmaga               | 2 epizód                                                 |